# Pivotelement
Das Pivotelement (franz. pivot ‚Dreh-, Angelpunkt‘) ist dasjenige Element einer Zahlenmenge, das als Erstes von einem Algorithmus (z. B. Gaußsches Eliminationsverfahren, Quicksort, Pivotverfahren) ausgewählt wird, um bestimmte Berechnungen durchzuführen.
Damit Matrix-Algorithmen wie etwa das Gaußsche Eliminationsverfahren arbeiten können, ist es oft nötig, dass Elemente ungleich null existieren. Je nach Algorithmus wird gegebenenfalls nicht nur nach einem nicht verschwindenden, sondern auch nach dem (betragsmäßig) größten Element in der jeweiligen Zeile oder Spalte gesucht. Die solchermaßen getroffene Auswahl des Elements nennt man dann Pivotisierung. Die Zeile, in der das Pivotelement steht, nennt man Pivotzeile, die Spalte des Pivotelements heißt Pivotspalte. Vor der Pivotisierung ist gegebenenfalls eine Äquilibrierung durchzuführen, um die Konditionszahl zu verbessern.
Beim Sortieren mittels Quicksort bezeichnet das Pivotelement jenes Element, das als Aufteilungsgrenze gewählt wird. Quicksort sortiert (rekursiv) alle Elemente links und rechts vom Pivotelement. Optimal ist dabei das Median-Element, das zwei gleich große Teillisten erzeugt.